# Schenkelbienen
Die Schenkelbienen (Macropis) sind eine Gattung von Bienen aus Familie der Melittidae mit 16 bekannten Arten.  Sie gehören zu den Arten, die Öl sammeln.

## Merkmale
Die Bienen dieser Gattung ähneln den Furchenbienen (Halictus und Lasioglossum) (jedoch ohne „Furche“ am Hinterleib), sie sind etwa 8 bis 10 Millimeter groß, dunkel und relativ schwach behaart. Der Hinterleib ist auffällig glänzend und trägt schmale weiße Haarbinden an den Segmenträndern. Die Männchen haben ein gelbes Gesicht sowie keulenartig verdickte Hinterschenkel und -schienen (daher der deutsche Name).

## Lebensweise
Sie fliegen von Juni bis September. Es gibt eine Generation im Jahr. Die Bienen graben Nester in den Boden an bewachsenen und dadurch geschützten Stellen.
Die Schenkelbienen sind an Lysimachia (Gilbweiderich) angepasst. Sie können folglich nur dort vorkommen, wo Pflanzen dieser Gattung blühen. Die Weibchen heben beim Blütenbesuch die Hinterbeine steil hoch und können dadurch im Feld erkannt werden. Die Bienen sammeln sowohl Pollen als auch Öl. Das Öl tupfen die Weibchen mit speziellen Haar-Polstern an der Innenseite der Tarsen der Vorder- und Mittelbeine auf und überführen es an die Beinbürste der Hinterbeine. Dort wird es mit dem Pollen vermischt und als Klumpen transportiert und dient den Larven als Nahrung („Larvenbrot“). Das Öl ist deutlich energiereicher als Nektar und dient außerdem dazu, die Zellen gegen Feuchtigkeit abzudichten.  Für die Eigenversorgung müssen die erwachsenen Bienen an anderen Pflanzen Nektar sammeln, da Lysimachia keinen Nektar abgibt.

## Verbreitung und Systematik
Die Gattung ist sowohl in Nordamerika als auch in der Palaearktis verbreitet. In Mitteleuropa kommen nur zwei Arten vor: Macropis europaea und M. fulvipes, die auch beide in Deutschland weit verbreitet sind. M. frivaldszkyi ist vom Balkan bis Anatolien und Syrien verbreitet. Eine Art wurde in Nordafrika (Algerien) nachgewiesen.
Die Gattung wird in drei Untergattungen unterteilt: Macropis s. str. mit 10 Arten, aus Nordamerika, Europa und der Ostpalaearktis, darunter die beiden mitteleuropäischen Arten; Paramacropis mit nur einer Art aus der Ostpalaearktis, Sinomacropis mit 5 Arten aus China und Laos.